# Colțea Brașov
Colțea Brașov war ein rumänischer Fußballverein aus Brașov. Er wurde einmal rumänischer Fußballmeister.

## Geschichte
Colțea Brașov wurde im Jahr 1920 als Ableger von Colțea Bukarest gegründet und vom Militär gefördert. Er nahm mehrmals an der Endrunde zur rumänischen Fußballmeisterschaft teil. In der Saison 1926/27 scheiterte Coltea nur knapp im Finale an Chinezul Timișoara, in der Saison 1927/28 gelang dann die Meisterschaft. Im Jahr 1931 wurde der Verein aufgelöst.